# 12464 Manhattan
12464 Manhattan este un asteroid din centura principală de asteroizi.

## Descriere
12464 Manhattan este un asteroid din centura principală de asteroizi. A fost descoperit pe 2 ianuarie 1997 la Kitt Peak National Observatory în cadrul proiectului Spacewatch. Asteroidul prezintă o orbită caracterizată de o semiaxă mare de 2,29 ua, o excentricitate de 0,06 și o înclinație de 7,4° în raport cu ecliptica.